# Ворота Агоглан
Ворота Агоглан (азерб. Ağoğlan qapısı), также известные как Ворота Мухтар (азерб. Muxtar qapısı) являются одними из четырёх ворот Шушинской крепости в городе Шуша (Азербайджан).
С мая 1992 года по ноябрь 2020 года находился под контролем непризнанной НКР. 8 ноября 2020 года азербайджанские войска вернули контроль над городом.

## Описание
В соответствии со средневековыми традициями градостроительства периода ханства, стены Шушинского замка были построены с четырьмя воротами: главные ворота были обращены на север, в сторону дороги в Гянджу, и поэтому были названы Гянджинскими воротами, Западные ворота были обращены к западным областям, включая Эриванское ханство, и поэтому назывались Ираванскими воротами, а две другие ворота открывались в окрестные горные деревни.
Дорога от ворот крепости, построенной во времена правления Панах Али-хана, связала город Шуша с селами Шушакенд и Мухтар и простиралась до замка Агоглан. Во всех русскоязычных источниках XIX века, южные ворота города упоминаются как ворота Агоглан. В XIX веке, в нижней части крепости, у восточных ворот, была построена Шушинская тюрьма. Во время строительства тюрьмы, часть стен замка и оборонительных башен использовались в качестве тюремных стен.